# Laskarína Bouboulína
 (juillet 2011).
Si vous disposez d'ouvrages ou d'articles de référence ou si vous connaissez des sites web de qualité traitant du thème abordé ici, merci de compléter l'article en donnant les références utiles à sa vérifiabilité et en les liant à la section « Notes et références ».
Laskarína Bouboulína (en grec moderne : Λασκαρίνα Μπουμπουλίνα ; 11 mai 1771 – 22 mai 1825) est une héroïne et amirale grecque de la guerre d'indépendance grecque.

## Biographie
Bouboulina est née en prison à Constantinople ; originaire de la communauté Arvanites de l'île d'Hydra. Elle était la fille du capitaine Stavrianos Pinotsis et sa femme Skevo. Les Ottomans avaient emprisonné Pinotsis pour avoir pris part à la révolution d'Orloff (première guerre russo-turque) en 1769-1770 contre l’occupation ottomane. Son père mourut peu de temps après, et elle retourna avec sa mère sur l’île d’Hydra. Quatre ans plus tard, lorsque sa mère se remaria avec Dimitrios Lazarou Orlof, ils partirent vivre sur l’île de Spetses. Bouboulina eut ensuite huit demi frères et sœurs.
Elle se maria pour la première fois en 1788, avec Dimitrios Yannouzas, avec lequel elle eut deux fils et une fille. Le navire de son mari disparut corps et biens en mer en 1797.
Elle se remaria en 1804 avec Dimitrios Bouboulis, lequel fut tué dans un affrontement avec deux corsaires génois sous pavillon français en 1811 au large de Lampedusa,,. Bouboulina prit alors la direction de ses affaires. En 1816, les Ottomans tentèrent de confisquer ses biens sous prétexte que son second mari avait combattu aux côtés des Russes. Bouboulina se rendit alors à Constantinople pour trouver protection auprès de l’ambassadeur russe Stroganov. Celui-ci l’envoya en Crimée pour sa sécurité. Elle rencontra également la mère de Mahmoud II qui convainquit son fils de ne pas saisir les biens de Bouboulina[réf. nécessaire]. Après trois mois d’exil en Crimée, Bouboulina retourna à Spetses.
Selon certaines traditions, Bouboulina aurait rejoint la Philiki Etairia (« Société des Amis ») qui préparait la révolution contre l’occupation ottomane ; mais cette organisation secrète étant exclusivement masculine, elle ne figure cependant sur aucune des listes de membres existantes.

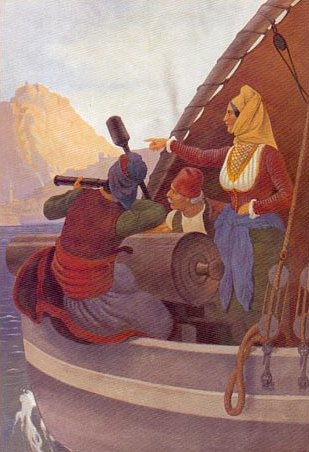
À bord de l’Agamemnon.
Tableau de Peter von Hess.

Elle fit construire un navire (l’Agamemnon, un brick armé de 18 canons lancé en 1820).
Le 3 avril (julien) 1821, les habitants de Spetses se révoltèrent. Bouboulina navigua alors vers Nauplie dont elle entreprit le blocus naval en compagnie d'autres navires de Spetses. Comme les autres armateurs et notables, elle employa sa fortune à entretenir les navires, équipages et troupes mis en commun pour constituer les flottes envoyées combattre les Ottomans. Son fils Yiannis Yiannouzas mourut au combat en mai 1821 lors de la reprise d'Argos par les troupes ottomanes.
Elle assista à la chute de Tripolis le 11 septembre 1821 et y rencontra le général Theódoros Kolokotrónis ; ils fiancèrent leurs enfants Eleni Boubouli et Panos Kolokotronis en novembre. Au cours des négociations ayant précédé la chute de la ville, elle obtint des bijoux des femmes ottomanes de haut rang en échange de promesses de protection.
Après la prise de Nauplie en décembre 1822, elle s'installa dans la ville, alors commandée par son gendre Panos Kolokotronis. Au cours de l'hiver 1823-1824, elle aurait revendu les canons de bronze de la forteresse et fabriqué de la fausse monnaie. À la suite de la défaite du clan Kolokotronis au cours de la première guerre civile grecque en 1824, la citadelle de Nauplie fut évacuée (le 19 juin) par les troupes de Panos et remise au gouvernement formé en janvier. Le président Koundouriotis insista alors pour que Bouboulina fût expulsée de la ville, malgré l'intercession d'Andréas Londos et d'Andréas Zaïmis.
Son gendre Panos ayant été tué en novembre 1824 au cours des combats de la seconde guerre civile, elle récupéra secrètement sa fille, que Kolokotronis voulait garder pour la donner ensuite en mariage à une autre famille. Eleni épousa alors Théodore Grivas, un chef militaire rouméliote (selon les sources contemporaines, soit Bouboulina aurait cherché à s'allier avec des combattants de la Grèce du nord, soit elle aurait voulu régulariser la situation de sa fille qui entretenait une relation avec Grivas afin d'éviter un scandale).
Laskarina Bouboulina fut tuée à Spetsès en 1825 au cours d'une vendetta familiale. En effet le fils de Bouboulina, Georgios Yiannouzas, et une fille de la famille Koutsis, s'étaient enfuis ensemble dans le but de conclure un mariage auquel les Koutsis étaient opposés. À la recherche de sa fille, Christodoulos Koutsis et des membres armés de sa famille se présentèrent chez Bouboulina, qui, furieuse, les affronta verbalement de son balcon ; à la fin de ses échanges verbaux avec Christodoulos, un des Koutsis tira sur elle et l'atteignit en plein front, la tuant sur le coup. L'assassin ne sera jamais identifié.
Ses descendants vendirent l’Agamemnon à l’État grec en 1829. Rebaptisé Spetsai, il devint l'un des navires de la marine grecque « nationale » nouvellement créée. Il fut incendié à Poros lors d'une guerre civile en août 1831 ; l'île d'Hydra étant entrée en rébellion contre le gouvernement de Ioannis Kapodistrias, le navire fut saisi à l'arsenal de Poros par Andréas Miaoulis, alors qu'il était commandé par Konstantínos Kanáris, fidèle au gouvernement ; il fut détruit lors de la contre-attaque des troupes gouvernementales, en même temps que la plupart des autres navires principaux de la marine grecque.

## Unions et descendance
De son premier mari Dimitrios Yannouzas, elle eut deux fils et une fille : Yiannis (mort au combat en 1821), Georgios et Maro (Maria). De son second mari elle eut deux filles et un fils Skevo, Eleni (femme de Panos Kolokotronis puis de Théodore Grivas) et Nikolas
D'un premier mariage, Bouboulis avait déjà eu une fille et deux fils, Pantelis et Ioannis.

## Postérité

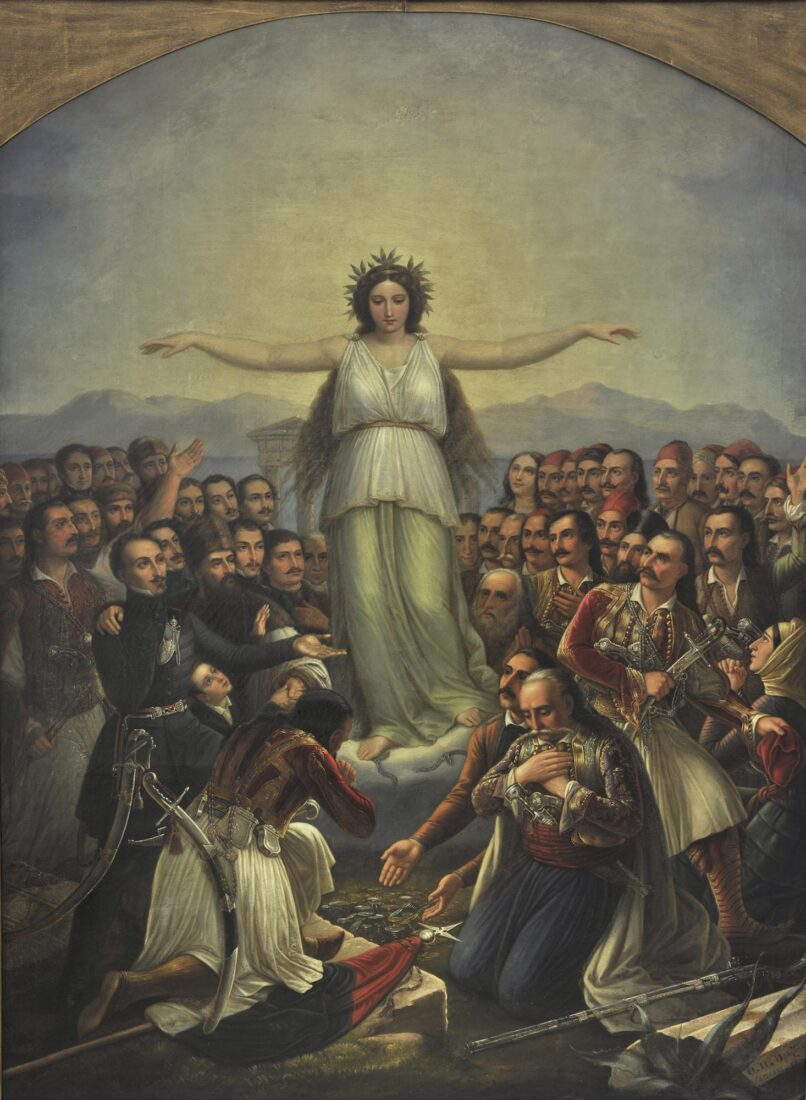
Bouboulina (en bas à droite) figurant parmi les héros de l'indépendance dans le tableau la Grèce reconnaissante de T. Vryzakis.

Bouboulina est devenue l'une des figures les plus populaires de la guerre, et les ouvrages touristiques ou généraux exagèrent généralement son rôle, lui attribuant souvent le commandement de flottes, une participation active aux combats ou une influence politique déterminante. Cependant selon David Brewer, « (elle) est plus importante dans la légende que dans la réalité ». Les philhellènes amenés à la rencontrer soulignent souvent le contraste entre le personnage décrit par les journaux occidentaux, qui la présentent comme une Amazone ou une Jeanne d'Arc moderne menant ses troupes au combat, et la réalité ; selon Olivier Voutier, « elle-même rit de tout son cœur (en apprenant) combien on parlait d'elle à Paris, où on la représentait avec des pistolets et un grand sabre ».
L’Athénienne Léla Karayiánni utilise son patronyme comme pseudonyme lors de ses activités de résistance lors de la Seconde Guerre mondiale.
Sur l’île de Spetses, la demeure de Bouboulina, vieille de 300 ans, a été transformée en musée.
Dans le roman de Níkos Kazantzákis Alexis Zorba (1946), le personnage principal donne à Madame Hortense, une ancienne courtisane devenue aubergiste au village, le surnom de Bouboulina.
Un « film en fustanelle » racontant sa vie (Bouboulina), réalisé par Kostas Andritsos (en), est sorti au cinéma en 1959.
Son portrait a figuré sur les pièces d'une drachme entre 1988 et 2001 et sur le billet de 50 drachmes de 1978 où elle est représentée sur son navire "l'Agamemnon" (d'après le tableau de Peter Von Hess).
En 2012, le long métrage d'animation français Zarafa s'inspire de Bouboulina pour nommer un personnage secondaire de femme pirate grecque.